# Dune (roman)
Pour les articles homonymes, voir Dune.
Dune est un roman de science-fiction de l'écrivain Frank Herbert, publié aux États-Unis en 1965.
L'histoire se déroule dans un empire interstellaire féodal, où plusieurs maisons s'affrontent pour le contrôle de la planète Arrakis, également baptisée Dune par ses habitants. Bien que la planète soit un désert inhospitalier, elle est la seule et unique source d'épice gériatrique, drogue nécessaire à la navigation spatiale. L'histoire explore les interactions des différentes factions au prisme de la politique, de la religion et de la technologie.
En 1965, le livre remporte le prix Nebula du meilleur roman, puis le prix Hugo l'année suivante. C'est le roman de science-fiction le plus vendu au monde,.
Il s'agit du premier roman du cycle de Dune.

## Historique de la publication
Après la publication de son roman The Dragon in the Sea (en) (1956), sa première œuvre d’ampleur qui reçoit l'approbation de la critique, Frank Herbert se rend en tant que journaliste indépendant à Florence dans l'Oregon pour écrire un article sur les Oregon Dunes (la plus grande étendue de dunes côtières aux États-Unis), une zone où le département de l'Agriculture des États-Unis tente d'utiliser des herbes économes en eau (poverty grass (en)) pour stabiliser les dunes, qui avancent dans les terres en raison des vents forts de l'océan Pacifique,,.
Passionné par le sujet, Herbert décide de se plonger dans la documentation et n'achèvera finalement jamais son article, intitulé « They Stopped the Moving Sands » et dont une version sera publiée des décennies plus tard dans La Route de Dune. Dans une lettre à son agent littéraire, Lurton Blassingame, Herbert affirme que les dunes en mouvement pourraient « avaler des villes entières, des lacs, des rivières, des autoroutes ».
Herbert passe les cinq années suivantes à faire des recherches, écrire et faire des corrections. De décembre 1963 à février 1964, il publie dans le mensuel Analog une série en trois parties intitulée Dune World. La série était accompagnée de plusieurs illustrations qui ne furent pas publiées par la suite. Après un an d'intervalle, il publie dans les numéros de janvier à mai 1965 les cinq parties beaucoup plus lentes de The Prophet of Dune,. Dans le roman Dune finalement publié, la première série devient « Book 1: Dune » , et la deuxième série est divisée en « Book Two: Muad'dib » et « Book Three: The Prophet ».
La version sérialisée a été étendue, retravaillée et soumise à plus de vingt éditeurs, qui l'ont tous rejetée. Le roman Dune est finalement accepté et publié en août 1965 par Chilton Books, une maison d'édition plus connue pour la publication de manuels de promotion et de réparation automobiles.

### En France
Dans les éditions françaises, ce roman est quelquefois divisé en deux volumes (Dune I et Dune II), comme lors de sa première publication dans Analog ; dans d'autres éditions, il est publié dans le même volume que Le Messie de Dune.
En 2020 à l'occasion des 50 ans de la parution du roman en France une nouvelle édition a été publiée par Robert Laffont. Elle comprend une traduction revue et corrigée, une préface de Denis Villeneuve et Pierre Bordage et une postface de Gérard Klein ; elle est parue le 1er octobre 2020.

## Contexte fictionnel

### Présentation
L’histoire de Dune débute en l'an 10191 après la fondation de la Guilde spatiale. L'univers connu est régi par l'empereur Padishah Shaddam IV, le chef de la Maison Corrino, qui exerce son pouvoir féodal sur la multitude de planètes de l'Imperium, un vaste empire qui s'étend sur des centaines de mondes dans la galaxie.
L'Imperium est issu du Jihad butlérien, un évènement qui débuta il y a plus de dix mille ans lorsque les humains se libérèrent du joug des machines pensantes et des robots intelligents qui les avaient finalement asservis. Avec l'appui intéressé de la Guilde spatiale, qui possède le monopole des voyages interstellaires (ainsi que de la banque), l’humanité a désormais conquis une grande portion de l'univers connu.
Toute forme d'intelligence artificielle étant désormais proscrite, diverses organisations ont été créées pour développer des talents humains palliant ce manque, ce qui a abouti à divers groupes spécialisés :
- l'école des Mentats, des humains capables de performances mentales équivalant ou surpassant largement celles des ordinateurs ;
- les navigateurs de la Guilde spatiale, des humains (en partie mutés) dotés d'une capacité de prescience augmentée, ce qui leur permet de percevoir les trajectoires sûres lors des voyages spatiaux longue distance ;
- l'ordre du Bene Gesserit, une communauté exclusivement féminine dédiée au développement des facultés humaines (mentales et physiques) et à l'enseignement, qui possède par ailleurs une vaste influence politique et religieuse au sein de l'Imperium ;
- l'ordre du Bene Tleilax, qui maîtrise la génétique et crée des organismes biologiques à la demande, notamment humains, dont des clones (appelés gholas) ou ses Danseurs-Visage, des êtres artificiels communautaires capables de copier l'apparence, la voix, la gestuelle voire la mémoire d'autres personnes ;
- les Ixiens, des concepteurs et des fabricants de matériel de haute technologie de toute sorte ;
- les docteurs de l'école Suk, des praticiens de la médecine connus pour leur conditionnement impérial (un blocage mental qui les empêche de faire du mal à leurs patients), gage de sécurité et de fidélité.

L'école Suk en particulier est vitale dans le monde de l'Imperium, les grandes Maisons nobles de l'empire étant parfois ennemies et se livrant bataille. À cet effet, les assassinats et les « guerres des assassins » (des vendettas) sont monnaie courante dans cet univers, tout comme l'utilisation raffinée du poison, tolérée dans certains cas extrêmes. Ces formes de représailles (le terme utilisé officiellement est la « Rétribution ») sont acceptées par l'ensemble de la société de l'Imperium et codifiées. Par ailleurs, la pratique des « faufreluches », un système strict de classes sociales associé à un code de bienséance rigide, est inhérent à cet empire aristocratique (« Une place pour chaque homme et chaque homme à sa place. »).
Cette spécialisation humaine pour pallier le remplacement des machines pensantes a été favorisée par une mystérieuse substance, dénommée « Épice » ou le « Mélange ». Le Mélange est un puissant stimulant cérébral qui permet aux navigateurs de la Guilde de décupler leurs capacités psychiques et ouvre aux membres du Bene Gesserit des capacités particulières. De plus, le Mélange accroît sensiblement la durée de vie de quiconque en consomme régulièrement et immunise le corps contre certaines maladies (voire certains poisons mineurs).
L'origine précise de l'Épice reste un mystère, et les quantités récoltées sont extrêmement réduites, l'Épice n'étant disponible que sur une seule planète dans tout l'univers : Arrakis, la planète des sables. L'Épice est par ailleurs (à l'époque de l'Imperium) impossible à synthétiser. L'ensemble de ces paramètres confère à cette substance une valeur monétaire particulièrement élevée, et fait l'objet d'une attention spéciale de la part de toutes les factions importantes qui s'agitent dans l'Imperium.
Parmi celles-ci, en plus du règne de l'empereur Padishah et de sa maison royale des Corrino, on peut citer le CHOM (Combinat des Honnêtes Ober Marchands), un conglomérat commercial qui s'étend sur toute la galaxie et le Landsraad, l'assemblée des Maisons nobles de l'Imperium qui est un contrepoids au pouvoir de l'empereur (avec par exemple la Maison Atréides ou la Maison Harkonnen). Par ailleurs, la Guilde spatiale, le Bene Gesserit et le Bene Tleilax usent de leur influence, souvent de manière discrète, pour faire aboutir leurs projets. De son côté, l'empereur maintient sa mainmise sur l'empire grâce aux Sardaukar, ses troupes d'élite fanatiques, redoutées dans tout l'Impérium pour leurs prouesses et leur férocité au combat.

### Dune, la planète

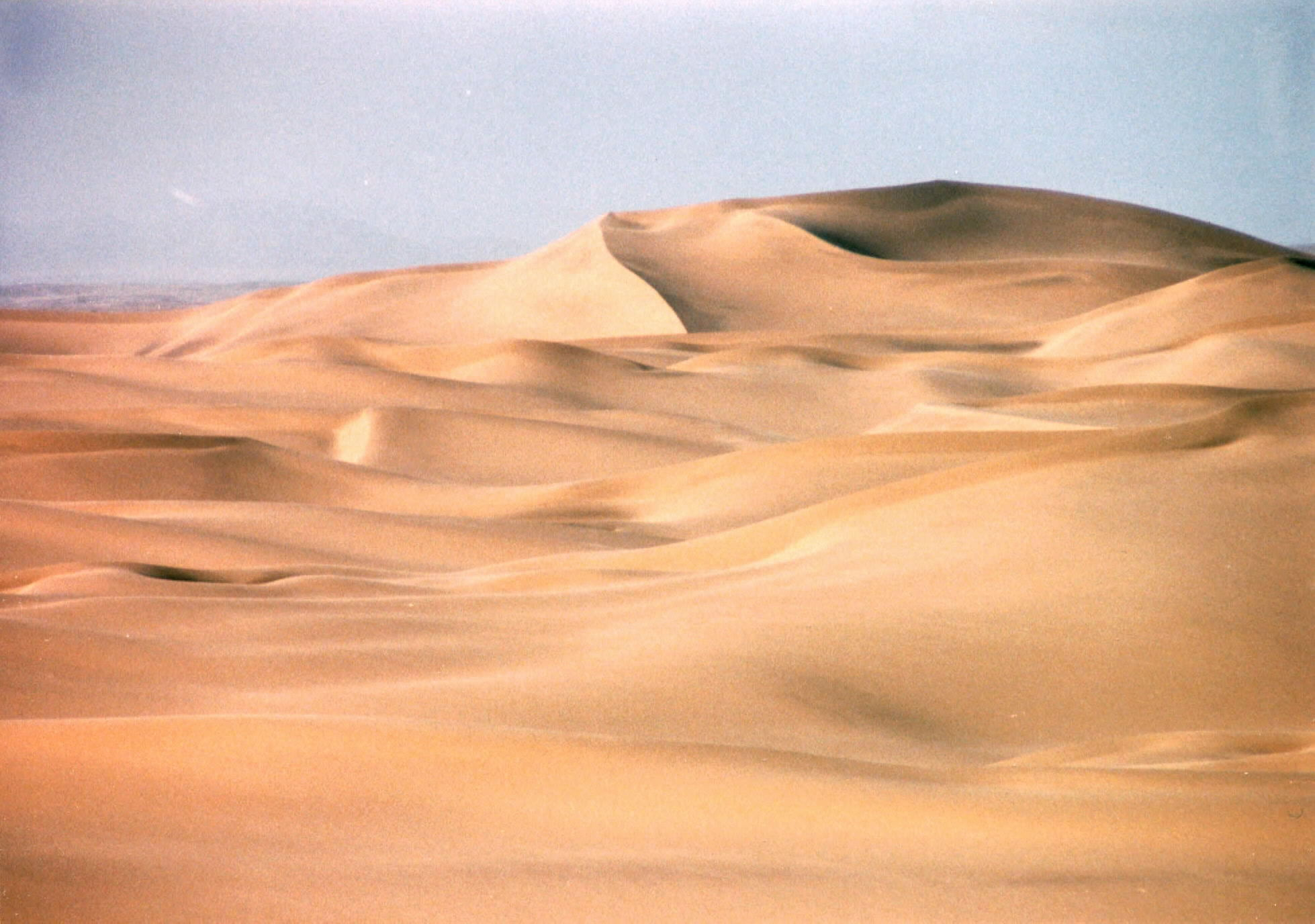
Des dunes dans le désert de Namibie, un paysage désertique qui évoque la planète Arrakis.

On ne trouve l'Épice que sur la planète Arrakis, la « planète des sables » que ses habitants autochtones, les Fremens, appellent « Dune ».
Vaste désert de sable torride ponctué de rares massifs montagneux, Dune est une planète au climat aride et desséché dû à une absence totale de précipitations. C'est par ailleurs un lieu hostile et désolé, à cause des ravages engendrés par son milieu naturel unique ; tout d'abord, les vers géants de Dune, des créatures gigantesques qui attaquent et avalent tout ce qui passe à leur portée dans le désert, attirées par les vibrations au sol. Mais également les tempêtes Coriolis, des ouragans de sable à l'échelle d'un hémisphère qui balayent la surface de Dune, avec une telle force qu'elles sont réputées ronger la pierre et la chair sur les os de tous les êtres vivants qui auraient le malheur de les croiser au dehors sans protection. Par voie de conséquence, les tentatives faites pour aménager la planète et la rendre plus vivable ont été vouées à l'échec : dès qu'un puits d'eau est creusé, le mince filet d'eau disparaît rapidement et mystérieusement. Les installations dans le désert ne survivent pas longtemps face aux tempêtes Coriolis dévastatrices.
Les seuls îlots d'humanité stables sur la planète trouvent refuge dans les cités des « creux et des sillons » regroupées derrière le Bouclier, un vaste massif montagneux qui protège une partie de l'hémisphère nord (notamment la capitale de la planète, Arrakeen) de l'attaque des vers, et les communautés Fremen qui habitent les sietchs du désert, des habitations troglodytes nichées aux alentours du Bouclier, mais aussi dans le désert profond d'Arrakis. Enfin, à l'extrême sud de la planète se trouve une région de palmeraies discrètes, aux mains des Fremen.
Du fait de ce climat inhospitalier, sur Dune l'eau est un bien rare et précieux, son absence étant souvent synonyme de mort pour les habitants pauvres qui viendraient à en manquer dans le désert. L'eau constitue aussi une monnaie d'échange locale et plusieurs dispositifs permettent de l'économiser ou de la récupérer, comme les pièges à vent ou les faucilles à rosée qui récupèrent l'humidité naturelle du matin et, chez les Fremens, les distilles (des combinaisons spéciales qui permettent de récupérer l'humidité du corps). Le pôle nord glacé de la planète est aussi exploité par la guilde des vendeurs d'eau, qui en tirent un pouvoir et une richesse importante.
Seule source d'Épice connue dans l'univers, la planète fait l'objet de la surveillance constante de l'empereur, qui a donné la gestion de ce fief planétaire à la Maison Harkonnen. Celle-ci dirige Arrakis d'une main de fer, ses équipes d'ouvriers parcourant le désert à la recherche d'Épice à moissonner, afin de payer la dîme à l'empereur et accroître la fortune colossale du baron Vladimir Harkonnen et de sa famille. Dans sa quête éperdue du bénéfice, le baron n'hésite pas à faire « pressurer » et martyriser la population locale, en particulier les Fremen qu'il considère comme de la « racaille », les faisant chasser comme des bêtes sauvages. Par ailleurs, les contrebandiers présents sur la planète participent à plusieurs activités hautement rémunératrices et illégales, comme la récolte de l'épice, mais sont tolérés dans une certaine mesure du fait de leurs avantages.
Les Fremen, dirigés par le planétologiste (écologiste planétaire) impérial autochtone Liet Kynes, ont cependant une espérance dans la croyance implantée chez eux qu'un sauveur, un messie qu'ils appellent le « Mahdi », viendra un jour les libérer du joug des Harkonnen, transformant la planète désertique qu'est Dune en un paradis.

## Résumé

### Volume 1
Le duc Leto Atréides, le chef de la Maison Atréides, règne sur son fief planétaire de Caladan, une planète constituée de jungles et de vastes océans dont il tire sa puissance. Sa concubine officielle, Dame Jessica, est une adepte du Bene Gesserit, une école exclusivement féminine qui poursuit de mystérieuses visées politiques et qui enseigne des capacités non moins étranges.
Par amour pour son concubin, Jessica donne à Leto un fils, Paul, désobéissant en cela aux directives de ses supérieures du Bene Gesserit dont le programme génétique prévoyait qu’elle engendre une fille. Les Bene Gesserit (surnommées les « Sorcières » par ceux qui les craignent) cherchent, avec ces accouplements contrôlés, à créer par sélection génétique un être mâle, le Kwisatz Haderach, qui pourra voir ce qu'elles ne peuvent voir.
Paul, le fils de Leto et Jessica, est formé par les hommes du duc qui comptent parmi les meilleurs guerriers de l'Imperium (notamment le mentat-assassin Thufir Hawat et les soldats d'élite Duncan Idaho et Gurney Halleck). Ceux-ci l'instruisent en particulier à l'art du combat au couteau (l'arme la plus efficace dans l'Imperium depuis l'invention du bouclier à Effet Holtzman, un écran énergétique qui bloque les projectiles au-delà d'une certaine vélocité). Qui plus est, Paul bénéficie, grâce à sa mère Jessica, de l'enseignement Bene Gesserit sur le contrôle du corps et du système nerveux (prana-bindu) et, sous sa supervision, devient un combattant non armé redoutable. Enfin, Paul, qui fait des rêves prescients, semble aussi posséder des dons latents de Diseur de vérité et de mentat, à la satisfaction de son père Leto qui rêve de le voir accéder un jour au trône du Lion de l'Imperium.
C'est alors que l'empereur Shaddam IV, le chef de l’Imperium, ordonne au duc Leto d'occuper le fief d'Arrakis, lui confiant la gestion de la planète Dune et de son Épice jusqu'alors gérée par la Maison Harkonnen, l'ennemi héréditaire des Atréides. L'Empereur, avec cette décision, joue en fait un double jeu : il complote en secret avec les Harkonnen afin de détruire les Atréides dans le piège d'Arrakis, étant irrité par la popularité grandissante de son cousin Leto, le « duc rouge » auprès de l'assemblée des nobles des Grandes Maisons de l'Imperium, le Landsraad.
Leto, obligé d'obéir à l’empereur sous peine de devenir le chef d'une Maison renégate, quitte finalement Caladan et part s'installer avec sa famille et ses gens sur Arrakis. L’ensemble de la Maison Atréides fait alors le voyage dans l'un des immenses vaisseaux long-courriers de la Guilde spatiale. Après s'être installé sur Arrakis et avoir géré la planète pendant quelques mois, durant lesquels les forces Atréides contreront plusieurs pièges laissés par les Harkonnen (dont un qui visera le fils de Leto, Paul), le duc est finalement trahi par son médecin personnel de l'École Suk, le docteur Wellington Yueh. Celui-ci le livre inconscient aux Harkonnen, peu après que ceux-ci eurent envahi la planète par surprise, assistés en cela par les troupes d'élite de l'Empereur, les Sardaukar qui opèrent clandestinement déguisés en Harkonnen. L'armée des Atréides est décimée et Jessica et Paul sont capturés par les Harkonnen.
Yueh, pourtant un serviteur loyal de la Maison Atréides et de son duc bien-aimé, est persuadé que son maître sera tôt ou tard condamné du fait des machinations de l'empereur contre lui. Par cette trahison, il souhaite utiliser Leto pour se venger des Harkonnen, son épouse Wanna, captive du baron Vladimir Harkonnen étant soumise aux effroyables tortures de Piter de Vries, son cruel mentat « tordu ». Le baron, faisant chanter Yueh (lui ayant promis de libérer sa Wanna sitôt Leto remis entre ses mains), réussit ainsi à annuler le conditionnement impérial strict de l'École Suk, qui normalement empêcherait Yueh d'agir de cette manière. De son côté, Yueh sait que c'est la seule chance qu'il a de tuer le baron et, au moyen d'une dent creuse remplie d'un gaz toxique qu'il a implantée dans la bouche de Leto, pense avoir sa revanche.
Mais le plan de Yueh échoue : alors qu'il livre Leto aux Harkonnen, le docteur est tué par Piter de Vries sur ordre du baron (qui révélera à cette occasion que Wanna est morte depuis longtemps). Par la suite, Leto, affaibli par sa détention, confond le baron avec De Vries et relâche en mourant son gaz toxique sur le mentat, tuant ce dernier à la place du baron qui échappe de peu à l'attentat.
Pendant ce temps, Paul et Jessica, aidés secrètement par Yueh qui leur a préparé un moyen de s'échapper, parviennent à s'enfuir dans le désert où ils étaient conduits pour y être tués par les Harkonnen. Retrouvés par Duncan Idaho, ils se rendent au sietch Fremen de Liet Kynes, le planétologiste impérial autochtone, qui hésite à les aider. Alors qu'ils scellent une alliance, ils sont retrouvés par les Sardaukar (déguisés en Harkonnen) qui attaquent le sietch de Kynes. Duncan meurt en protégeant leur fuite.
Échappant aux Harkonnen toujours à leur trousses, les deux fugitifs sont forcés d'entrer dans le nuage d'une tempête Coriolis avec leur engin volant pour échapper à leur poursuivants.

### Volume 2
Paul et Jessica ont survécu à la tempête Coriolis, grâce aux dons de Paul qui a réussi à piloter leur engin volant à l'intérieur de la tempête. Les Harkonnen les pensant morts, ils ne sont plus poursuivis. Tous deux s'enfoncent ensuite dans le désert profond. Après avoir survécu à l’attaque d'un ver géant des sables, ils font la rencontre d'une troupe Fremen menée par Stilgar, le naib (chef tribal) du sietch Tabr. Bien que Stilgar cherche au début à les tuer, les voyant comme des intrus, Paul et Jessica parviennent à intégrer la tribu du sietch Tabr après avoir réussi à montrer leur valeur.
Les Fremen, guidés par Liet Kynes (qui a depuis été éliminé par les Harkonnen) voient en Paul un messie, leur « Mahdi », qui leur apportera la liberté. En tant que nouveau membre du sietch Tabr, Paul choisit comme nom communautaire celui de Paul Muad'Dib, et prend pour concubine une Fremen, Chani, la fille de Liet et nièce de Stilgar, qui est aussi la sayyadina (prêtresse de la tribu) du sietch Tabr.
De son côté, Jessica utilise à son profit la Missionaria Protectiva du Bene Gesserit, implantée dans les croyances des Fremen, pour devenir la nouvelle Révérende Mère du sietch Tabr. Au cours d'une cérémonie où elle remplace l’ancienne Révérende Mère de la tribu, Ramallo, Jessica absorbe l'Eau de la Vie (un poison violent que seules les Révérendes Mères sont capables de neutraliser, transformant cette substance en une drogue) et accède alors aux capacités spéciales des Révérendes Mères, prouvant ainsi aux Fremen qu'elle ne ment pas. Peu après, elle donne naissance à sa fille Alia, sœur de Paul, conçue peu avant la mort de Leto. Mais Jessica n'avait pas anticipé que son contact avec l'Eau de la Vie alors qu'elle était enceinte avait éveillé prématurément la conscience de sa fille en lui transmettant ses connaissances et sa mémoire, ce qui fera d'Alia un être à part, une « pré-née ».
Paul, au fur et à mesure qu'il entre en contact avec l’Épice sur Dune, voit ses pouvoirs de prescience s'éveiller. Après avoir échappé aux Harkonnen, il découvre dans un rêve prescient le lien de parenté du baron Harkonnen avec sa mère Jessica (qui s'avère être sa fille cachée). Par la suite, il a une révélation lorsqu'il absorbe lui-aussi l'Eau de la Vie (ce qui est normalement interdit aux êtres mâles) et, après un long coma, survit à l'expérience. Sa conscience en est alors décuplée ; il peut voir le « maintenant » et l'avenir en tout lieu. Il est alors révélé comme le Kwisatz Haderach, celui qui peut voir le passé et le futur. Grâce à ces dons, Paul perçoit les menaces de ses ennemis qui s'assemblent contre lui, notamment l'empereur allié à la Guilde spatiale et aux grandes Maisons. Il en arrive à la conclusion que celui qui peut détruire l'Épice possède le moyen de la contrôler.
Au fil du temps, Paul Muad'dib, aidé par Stilgar et Jessica, rassemble les tribus Fremen sous son autorité. Il les entraîne et les envoie harceler les troupes Harkonnen d'Arrakis, qui sont dirigées par Glossu Rabban, dit « Rabban la Bête », un des neveux du baron qui exerce la gérance sur la planète. La Maison Harkonnen doit alors affronter la puissance du désert, réveillée et menée par l'insaisissable Muad'Dib, la « souris du désert » aux tactiques surprenantes. Paul retrouve ensuite Gurney Halleck, alors allié aux contrebandiers de Dune qui l'avaient recueilli après la défaite de la Maison Atréides.
Devenu le chef et le messie des Fremen, Paul Muad'Dib mène ses troupes de victoire en victoire face aux forces Harkonnen et aux Sardaukar de l'empereur, bien qu'il perde son premier fils lors d'une bataille. Dominant le désert, il s'attaque ensuite à la capitale, Arrakeen, qu'il prend d'assaut alors que l'empereur Shaddam IV, venu faire régner l'ordre de l'Imperium sur Arrakis, y est réfugié avec ses soldats. Au moment de l'assaut final, Alia tue le baron Vladimir Harkonnen (son grand-père maternel) avec une aiguille empoisonnée.
Vaincu, Shaddam IV est forcé d'abdiquer. Il est ensuite contraint par Paul d'accepter le mariage de ce dernier avec sa fille, la princesse Irulan Corrino. Par voie de conséquence, Paul Atréides accède au trône impérial. Shaddam IV est par la suite exilé sur Salusa Secundus, la planète-mère de la Maison Corrino et le siège de la formation des Sardaukars. C'est le début de la reprise en main de l'Imperium par les légions Fremen de Paul, qui iront (dans le tome suivant) planter le drapeau vert et noir des Atréides sur toutes les planètes habitées de l’Imperium, dans un djihad sanglant et impitoyable partout dans la galaxie.

## Personnages

### Maison Atréides
- Duc Leto Atréides, le chef de la Maison Atréides.
- Dame Jessica, une adepte du Bene Gesserit, concubine officielle (mais non mariée) du duc Leto, et mère de Paul et Alia.
- Paul Atréides, le fils du duc Leto et de Jessica, et le personnage principal du roman.
- Alia Atréides, la jeune sœur de Paul.
- Thufir Hawat, un Mentat et le Maître des Assassins de la Maison Atréides.
- Gurney Halleck, un des fidèles lieutenants du duc Leto, guerrier troubadour et loyal serviteur des Atréides.
- Duncan Idaho, un des fidèles lieutenants du duc Leto, Maître d'arme de la Maison Atréides, diplômé de l’école du Ginaz.
- Wellington Yueh, le docteur Suk personnel de la Maison Atréides, qui conclut secrètement un marché avec la Maison Harkonnen.

### Maison Harkonnen
- Baron Vladimir Harkonnen, le chef de la Maison Harkonnen.
- Piter de Vries, le Mentat-assassin « tordu » du baron.
- Feyd-Rautha, un des neveux et héritier présomptif du baron (appelé alors « na-baron »)
- Glossu Rabban, dit « Rabban la Bête », un des neveux les plus âgés du Baron.
- Iakin Nefud, un soldat harkonnen qui devient le capitaine de la garde personnelle du Baron, après la mort de son prédécesseur Umman Kudu.

### Maison Corrino
- Empereur Padishah Shaddam IV, le régent de l'univers connu (l'Imperium) et le chef de la Maison Corrino.
- Princesse Irulan, la fille aînée et héritière de Shaddam IV, élevée dans la Manière Bene Gesserit.
- Comte Hasimir Fenring, un eunuque génétique et l'ami le plus proche de l'empereur Shaddam IV, agissant comme conseiller et émissaire de celui-ci.

### Bene Gesserit
- Révérende Mère Gaius Helen Mohiam, une intrigante du Bene Gesserit, par ailleurs Diseuse de vérité à la cour de l’empereur Shaddam IV.
- Dame Margot Fenring, une adepte du Bene Gesserit, épouse du comte Hasimir Fenring.
- Wanna Marcus, une adepte du Bene Gesserit, épouse de Wellington Yueh, capturée et torturée par les Harkonnen.

### Fremen
Les Fremen sont le peuple indigène d'Arrakis dont voici les principaux :
- Liet Kynes, un planétologiste impérial (écologiste planétaire) natif d'Arrakis, père de Chani, ainsi qu'une figure vénérée chez les Fremen. Nommé Arbitre du changement par l’empereur lors de la cession du fief d'Arrakis des Harkonnen aux Atréides.
- Stilgar, le naib (chef tribal) Fremen du Sietch Tabr.
- Chani, la concubine Fremen de Paul, fille de Liet et nièce de Stilgar.
- La Shadout Mapes, la gouvernante principale à la résidence ducale d'Arrakeen sur Arrakis.
- Jamis, un guerrier Fremen tué par Paul lors d'un duel rituel, initié par Jamis.
- Harah, l'épouse de Jamis et plus tard la servante de Paul.
- Ramallo, la Révérende Mère Fremen du Sietch Tabr.

### Contrebandiers
- Esmar Tuek, un important contrebandier et le père de Staban Tuek. Tué par le docteur Yueh dans la résidence ducale d'Arrakeen avant l'attaque des Harkonnen.
- Staban Tuek, le fils d'Esmar Tuek, un contrebandier qui prend sous ses ordres Gurney Halleck et sa troupe d'hommes rescapés, à la suite de l'invasion Harkonnen.

## Place dans le cycle de Dune
- Dune
- Le Messie de Dune
- Les Enfants de Dune
- L'Empereur-Dieu de Dune
- Les Hérétiques de Dune
- La Maison des mères

## Thèmes
Le cycle de Dune aborde de nombreux thèmes divers : l’écologie planétaire (avec les Fremen), l’organisation politique et religieuse, la géopolitique, les rivalités entre familles princières et celles des maisons nobles, les rivalités politiques et économiques entre les divers ordres et organisations de cet univers (notamment avec le CHOM et la Guilde), l’acquisition et la préservation de ressources (notamment l’Épice, mais aussi la technologie avec les Ixiens), la remise en cause de l’intelligence artificielle et des robots intelligents (djihad Buthlérien), le transhumanisme et les manipulations génétiques (avec les gholas du Bene Tleilax et le programme génétique du Bene Gesserit), mais aussi le mysticisme, le messianisme et le contrôle des religions pour guider la population (notamment avec la Missionaria Protectiva du Bene Gesserit).

## Autour du roman

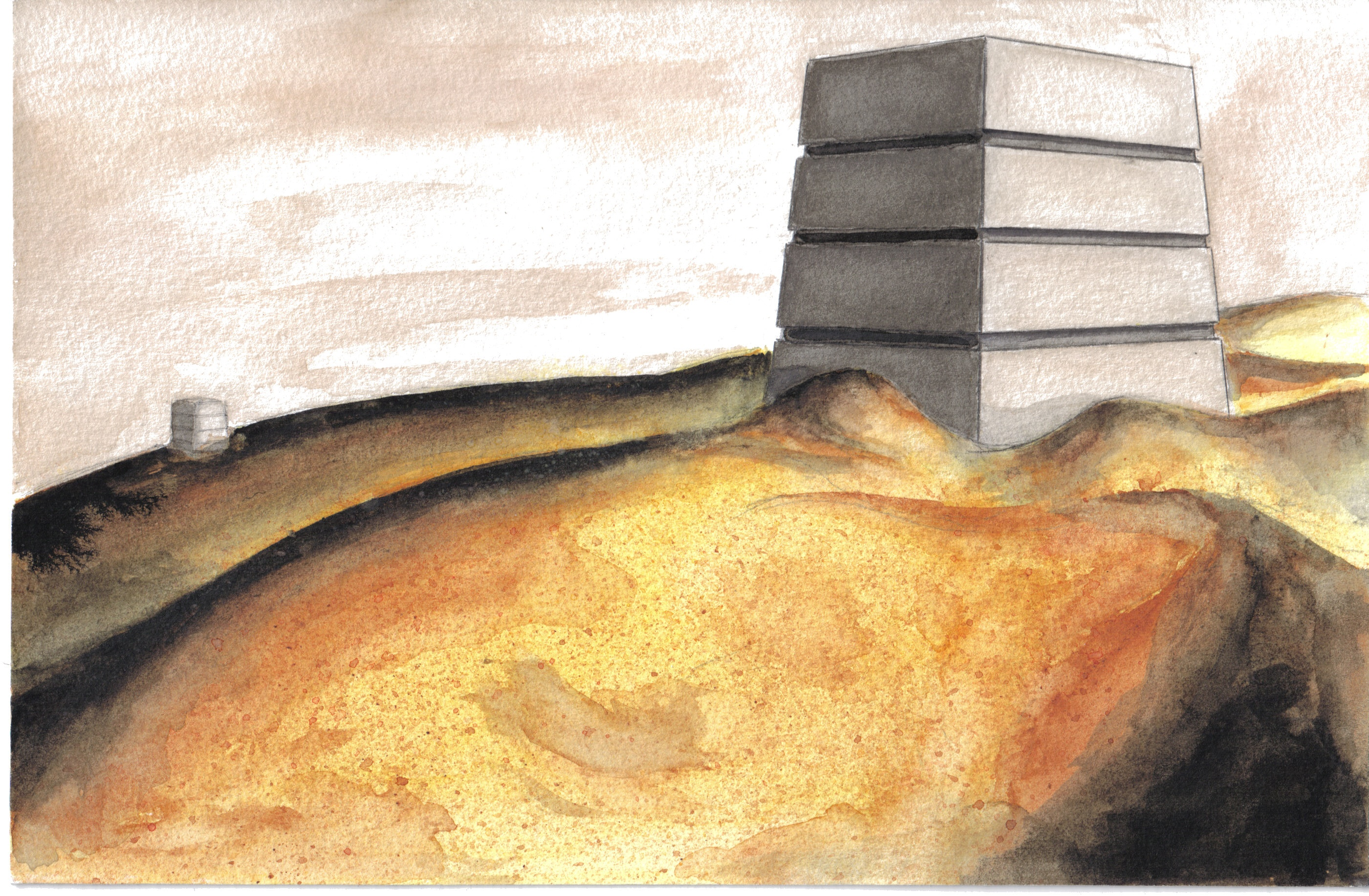
Croquis Arrakis